# Dixville Notch
Dixville Notch è un'area non incorporata del comune di Dixville, Contea di Coos del New Hampshire, negli Stati Uniti. Il villaggio è noto per essere il primo a dichiarare i risultati nelle elezioni presidenziali negli Stati Uniti d'America e nelle primarie del New Hampshire.
La sua popolazione è di 12 abitanti, si trova nel nord dello Stato, a 30 chilometri dal confine canadese.

## Geografia fisica

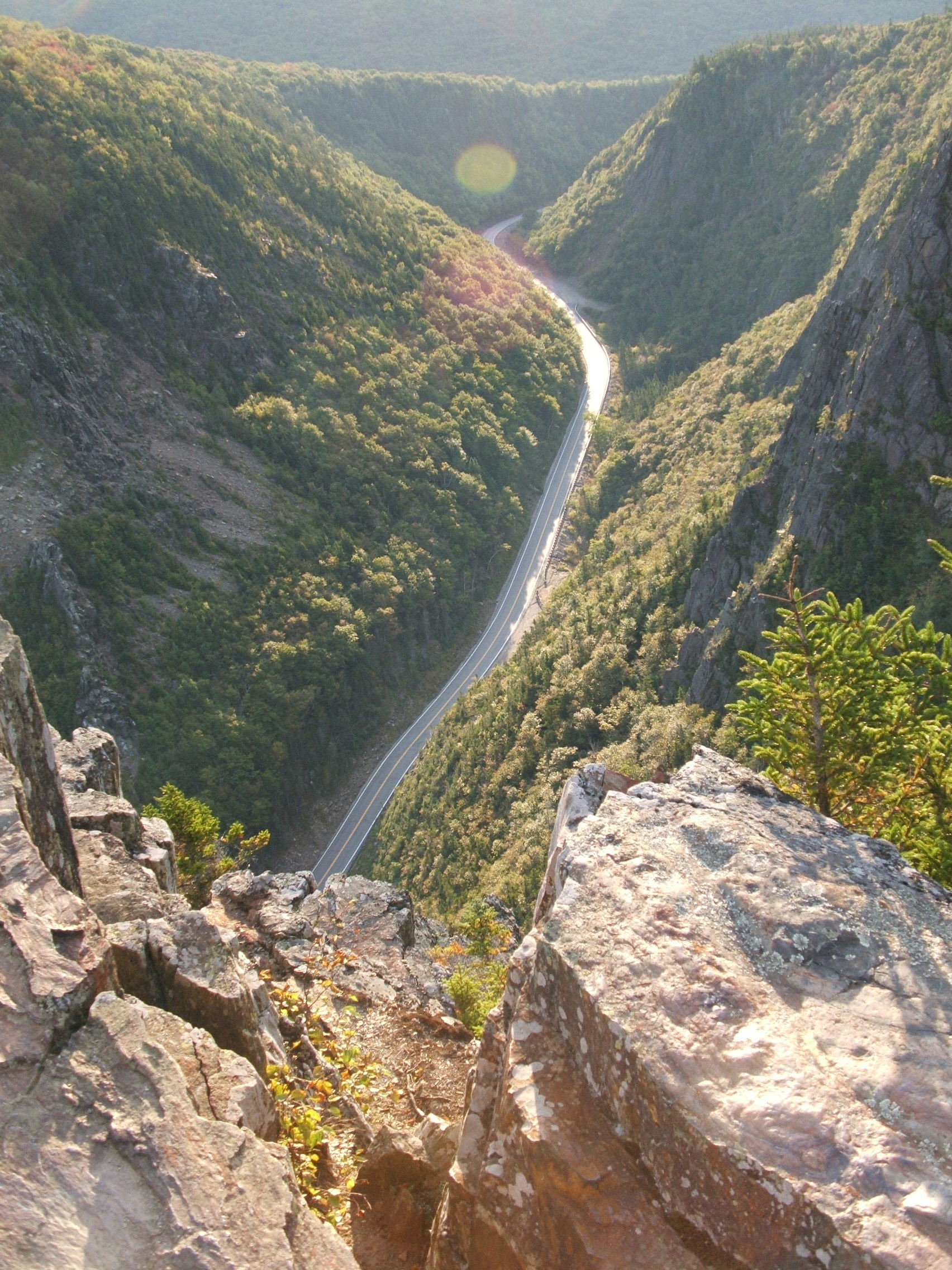
Dixville Notch

Il nome del villaggio deriva dal passo (in inglese notch) chiamato Dixville Notch, situato a 800 metri a sud-ovest del villaggio, che separa i monti Dixville Peak (1 043 metri) e Sanguinary Mountain (908 metri) e segna la linea di demarcazione tra il fiume Connecticut e il fiume Androscoggin.
Il villaggio è situato ai piedi delle montagne e a circa 550 metri sul livello del mare. Nonostante il basso numero di abitanti, ospita il Balsams Grand Resort Hotel, uno degli ultimi grandi hotel del New Hampshire ancora in funzione. L'hotel è situato sul lago Gloriette e fa parte del National Register of Historic Places.

## Election day
La fama di Dixville Notch è dovuta al fatto che, sia nelle elezioni presidenziali negli Stati Uniti d'America sia nelle primarie del New Hampshire (tra le prime della corsa verso la Casa Bianca), i residenti si recano a votare tutti insieme allo scoccare della mezzanotte del giorno delle elezioni al Balsams Hotel, in una sala chiamata Ballot Room ("stanza dei voti"), facendo sì che sia la prima località a chiudere i seggi e a dichiarare i risultati. Il paesino è stato quindi emulato da altre località del New Hampshire, come Hart's Location, il cui voto non ha però riscosso lo stesso successo mediatico, anche perché Dixville Notch è sempre riuscita a diramare per prima i suoi risultati.
Il rituale, iniziato nel 1952 per favorire allora i lavoratori ferroviari, è il seguente: giunta la mezzanotte, tutti coloro che hanno deciso di esercitare il diritto di voto si ritrovano all'albergo The Balsams e ognuno va a votare in cabina. Finito il voto, si procede immediatamente allo spoglio delle preferenze davanti a molti giornalisti; lo spoglio viene anche trasmesso in TV, finendo spesso sui giornali dell'election day.

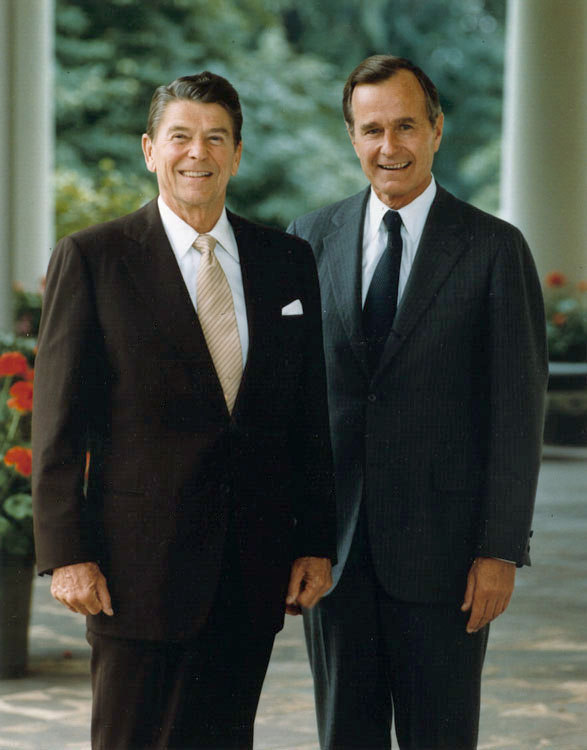
Reagan e Bush insieme in una fotografia del 1981; entrambi visitarono Dixville Notch in campagna elettorale, rispettivamente nel 1976 e nel 1980

L'importanza simbolica del paesino è sottolineata dalle visite nel paese di alcuni candidati, come i futuri presidenti Ronald Reagan (nel 1976), George H. W. Bush (nel 1980) e suo figlio George W. Bush (nel 2000).
Il primo votante del paese e di tutti gli Stati Uniti, dalla morte nel 2001 di Neil Tillotson, storico rappresentante locale che per primo ebbe l'idea del voto a mezzanotte, è solitamente estratto a sorte.
Tutto ciò è possibile poiché, sebbene le urne del New Hampshire debbano chiudere solo alle ore 20 locali, è prevista dalla legge la possibilità di chiudere i seggi in anticipo e iniziare lo spoglio se si sono recati alle urne tutti gli aventi diritto.
Storicamente questo villaggio si è espresso a favore del candidato del Partito Repubblicano dal 1968 fino al 2004, mentre nelle elezioni del 2008 ha prevalso il candidato democratico Barack Obama sul repubblicano John McCain per 15 preferenze a 6. Alle successive elezioni del 2012, invece, Dixville Notch ha registrato un pareggio tra lo stesso Obama e lo sfidante Mitt Romney, con 5 voti a testa, mentre nel 2016 Hillary Clinton ha avuto 4 voti contro i 2 di Donald Trump, 1 per il candidato del Partito Libertariano Gary Johnson, e 1, probabilmente per protesta, per Mitt Romney.
Nel 2019 il paesino ha rischiato di perdere la possibilità di votare per primo, in quanto la sua popolazione si era ridotta a quattro persone. L'eventualità è stata scongiurata dall'arrivo di un quinto abitante, che ha garantito il numero minimo di votanti per avere un seggio autonomo.
Alle primarie democratiche del 2020 Michael Bloomberg è stato il candidato più votato, con tre voti, sebbene non fosse neanche candidato nello Stato (è stato inserito come write-in), mentre gli altri due voti sono andati a Pete Buttigieg e a Bernie Sanders. Joe Biden, il futuro candidato alla presidenza per il Partito Democratico, non ha quindi ottenuto neanche un voto, ma si è rifatto alle successive elezioni presidenziali di novembre, battendo 5 a 0 Donald Trump. È la prima volta che il candidato repubblicano non prende neanche un voto nel villaggio.
Alle primarie repubblicane del 2024, Nikki Haley ha battuto nettamente Donald Trump 6-0, il quale ha tuttavia potuto parzialmente rifarsi alle elezioni presidenziali del 2024 tra Kamala Harris e quest’ultimo, dove il paesino ha registrato un pareggio di 3-3.

## Nella cultura di massa
Dixville Notch è apparsa nel quattordicesimo episodio della terza stagione della serie tv statunitense West Wing sotto forma di un paesino fittizio chiamato Hartsville (un velato riferimento a Hart's Location, altra località dello stato che pure ha una tradizione similare), nel 2002.